# Посёлок Стрелковской фабрики

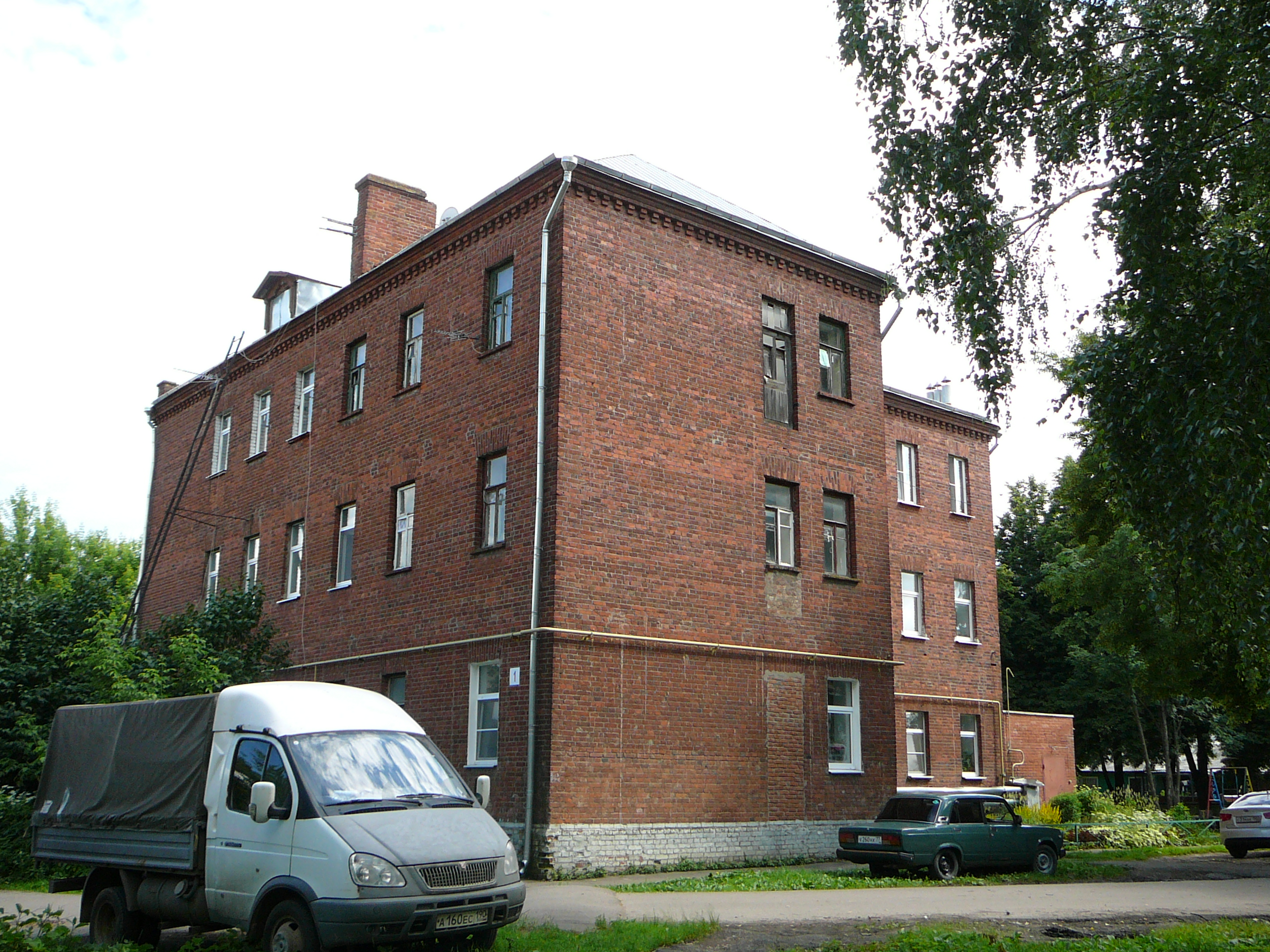
Многоквартирный дом в посёлке

Стрелковской фабрики — посёлок в Подольском районе Московской области России. Входит в состав сельского поселения Стрелковское (до середины 2000-х — Стрелковский сельский округ).

## Население
| 2002 | 2006 | 2010 |
| ---- | ---- | ---- |
| 97   | ↗106 | ↘69  |

Согласно Всероссийской переписи, в 2002 году в посёлке проживало 97 человек (37 мужчин и 60 женщин).

## Расположение
Посёлок Стрелковской фабрики расположен на правом берегу реки Пахры примерно в 6 км к северо-востоку от центра города Подольска. В 700 м западнее посёлка проходит Симферопольское шоссе. Ближайшие населённые пункты — деревни Стрелково и Ивлево. Через реку Пахру (300 метров) по подвесному мостику деревня Услонь.